# Район Сакьо
Райо́н Сакьо́ (яп. 左京区, さきょうく, МФА: [sakʲoː ku]) — район міста Кіото префектури Кіото в Японії.  Площа становить 246,88 км². Станом на 1 жовтня 2017 року населення складало 168 128  осіб, густота населення — 681 осіб/км².

## Назва
Назва походить від місцевості Сакьо, розташованої на сході середньовічного Кіото. «Сакьо» дослівно означає «ліва столиця» — тобто, територія Кіото, що знаходиться по ліву руку від Імператора, який сидить в Північному палаці столиці, обличчям на південь.

## Історія
- 1 квітня 1929 — утворено міський район Сакьо на основі східних земель району Каміґьо міста Кіото.
- 1 вересня 1955 — виокремлено район Кіта зі складу району Сакьо.

## Пам'ятки і установи
- Монастир Ґінкаку
- Святилище Хей'ан
- Кіотський університет